# 4e régiment à pied de la Garde
Pour les articles homonymes, voir 4e régiment.
Le 4e régiment à pied de la Garde est un régiment de la Garde (de) de l'armée prussienne.

## Histoire
L'unité est créée le 5 mai 1860 à partir des bataillons réguliers de la Garde de la Landwehr "Berlin", "Magdebourg" et "Cottbus" du 2e régiment régulier de la Garde de la Landwehr, ainsi que de levées du 2e régiment à pied de la Garde. Pendant une courte période, il est nommé 2e régiment d'infanterie combinée de la Garde, mais est rebaptisé 4e régiment à pied de la Garde deux mois après sa formation. Au début, il est en garnison à Spandau et à partir du 14 août 1893 à Berlin-Moabit.
Il est surnommé les "violets de Moabit".
Le 11 août 1893, un 4e bataillon est levé, mais il est déjà dissous par AKO à partir du 31 mars 1897 Le 1er octobre 1911, le régiment est élargi pour inclure une compagnie MG.

### Guerre des Duchés 1864
Pendant la guerre des Duchés, le régiment participe à l'encerclement de Fredericia et à la prise des retranchements de Dybbøl. L'unité compte 171 hommes tués, blessés et décédés.

### Guerre austro-prussienne 1866
- Mechterstedt le 24 juin 1866
- Seybothenreuth le 29 juillet 1866
- Sadowa le 3 juillet 1866

Le régiment est censé être utilisé comme force d'occupation pendant la guerre austro-prussienne, mais est ensuite affecté au 2e corps d'armée de réserve.

### Guerre franco-prussienne 1870/71
Dans la guerre contre la France, le régiment est subordonné à la 2e armée et à l'armée de la Meuse (de). Le régiment participe à la bataille de Saint-Privat le 18 août 1870 et à la bataille de Sedan le 1er septembre 1870. Il est ensuite utilisé lors du siège de Paris.
Au total, l'unité compte 620 hommes tués, blessés et décédés pendant cette guerre.

### Révoltes des Boxers 1900
À l'occasion de la répression de la révolte des Boxers, quatre officiers, six sous-officiers et 43 hommes du régiment se sont portés volontaires pour servir en Chine.

### Soulèvement des Hereros et Namas en 1904/08
Des volontaires du régiment participent également à la répression du soulèvement des Hereros et des Namas.

### Première Guerre mondiale
Après la mobilisation le 2 août 1914, le régiment participe d'abord à l'invasion de la Belgique neutre le 12 août 1914. Elle est suivie par la nouvelle marche vers la France le 26 août 1914. Le régiment participe dans les batailles de la Marne, de Guise et de Champagne. Après la guerre des tranchées, l'unité passe le 19 avril 1915 au front de l'Est et est utilisé dans la bataille de Gorlice-Tarnów. À la mi-septembre 1915, l'unité retourne en France, s'engage dans la guerre des tranchées et prend part à la bataille de la Somme.
- Déplacement en Galice orientale le 2 juillet 1917

- Déplacement en France le 12 octobre 1917
  - Offensive allemande de printemps 1918
  - Bataille de la Marne

Le 1er octobre 1918, l'effectif du régiment n'est plus que d'environ 150 hommes.

### Après-guerre
Après la fin de la guerre, le retrait de la France commence le 17 novembre 1918. Les restes du régiment retournent ensuite à Berlin, où la démobilisation a lieu du 14 au 21 décembre 1918 et l'unité est finalement dissoute le 6 juin 1919.
Le 24 décembre, d'anciens membres commencent à former le régiment de volontaires Reinhard (de), qui s'est ensuite opposé au soulèvement des spartakistes et est utilisé dans les combats de mars de Berlin. Le corps franc est transféré au 29e régiment d'infanterie de la Reichswehr en tant qu'état-major et 1er bataillon le 6 juin 1919.
La tradition est reprise dans la Reichswehr par décret du 24 août 1921 du chef du commandement de l'armée général de l'infanterie Hans von Seeckt le 10e compagnie du 9e régiment (prussien) d'infanterie.

## Commandants
| Grade                 | Nom                                    | Date                                                |
| --------------------- | -------------------------------------- | --------------------------------------------------- |
| Oberstleutnant/Oberst | Ludwig von Korth                       | 1er juillet 1860 au 20 novembre 1864                |
| Oberstleutnant/Oberst | Leo von der Osten-Sacken (de)          | 21 novembre 1864 au 6 juillet 1868                  |
| Oberst                | Gustav von Neumann-Cosel               | 7 juillet 1868 au 2 juin 1871                       |
| Oberstleutnant        | Wilhelm von Grolman                    | 20 juin au 3 novembre 1871 (chargé de la direction) |
| Oberstleutnant/Oberst | Wilhelm von Grolman                    | 4 novembre 1871 au 17 mai 1876                      |
| Oberst                | Albrecht von Sanitz (de)               | 18 mai 1876 au 14 mai 1881                          |
| Oberst                | Waldemar von Roon                      | 15 mai 1881 au 7 juillet 1883                       |
| Oberst                | Hermann von Lettow-Vorbeck             | 7 juillet 1883 au 25 mars 1885                      |
| Oberst                | Robert von Unger (de)                  | 26 mars 1885 au 3 décembre 1886                     |
| Oberst                | Hermann von Wilczeck                   | 4 décembre 1886 au 5 avril 1889                     |
| Oberstleutnant/Oberst | Ludwig Böcklin von Böcklinsau (de)     | 6 avril au 29 mars 1892                             |
| Oberst                | Julius Heinrich von Gemmingen-Steinegg | 29 mars 1892 au 26 janvier 1894                     |
| Oberst                | Karl von Bülow                         | 27 janvier 1894 au 5 février 1897                   |
| Oberstleutnant/Oberst | Konrad Ernst von Goßler                | 6 février 1897 au 17 avril 1900                     |
| Oberst                | Alfred von Haugwitz (de)               | 18 avril 1900 au 17 décembre 1901                   |
| Oberst                | Albert von Lüdinghausen gen. Wolff     | 18 décembre 1901 au 23 octobre 1903                 |
| Oberst                | Ewald von Lochow                       | 24 octobre 1903 au 12 décembre 1906                 |
| Oberst                | Alfred von Larisch                     | 13 décembre 1906 au 30 juillet 1908                 |
| Oberst                | Konstantin Schmidt von Knobelsdorf     | 31 juillet 1908 au 26 janvier 1911                  |
| Oberst                | Erich von Falkenhayn                   | 27 janvier 1911 au 19 février 1912                  |
| Oberst                | Walter von Hülsen (de)                 | 20 février 1912 au 3 juillet 1914                   |
| Oberst                | Engelbert von dem Busch                | 4 juillet 1914 au 30 mai 1915                       |
| Oberst                | Wilhelm Reinhard                       | 1er juin 1915 au 6 février 1919                     |

## Drapeaux
Les drapeaux du régiment sont constitués d'un tissu de soie blanche carrée de quatre pieds sur six pouces de long. Au centre se trouve l'inscription « Pro Gloria et Patria (de) » en or et un aigle prussien noir entouré de laurier et couronné d'une couronne d'or. Sur chacun des quatre côtés, il y a une grenade dorée et enflammée et dans chaque coin le nom royal « FWR », entouré de lauriers verts et argentés. Chaque bataillon reçoit un tel drapeau selon l'A.K.O. du 15 octobre 1860, et ils sont consacrés le 18 janvier 1861 à Berlin.